# Маміно (Росія)
Ма́міно (рос. Мамино) — присілок у складі Орічівського району Кіровської області, Росія. Входить до складу Адишевського сільського поселення.
Населення становить 5 осіб (2010, 9 у 2002).
Національний склад станом на 2002 рік — росіяни 100 %.